# Listă de filme sovietice din 1957
- Filme sovietice din: 1956 — 1957 — 1958

Aceasta este o listă de filme produse în Uniunea Sovietică în 1957.
| Titlu                     | Titlu original        | Regizor                              | Distribuție                                                          | Gen | Note                |
| ------------------------- | --------------------- | ------------------------------------ | -------------------------------------------------------------------- | --- | ------------------- |
| 1957                      |                       |                                      |                                                                      |     |                     |
| Călătorie peste trei mări | Хождение за три моря  | Khwaja Ahmad Abbas, Vasili Pronin    | Oleg Strijenov, Nargis, Padmini, Prithviraj Kapoor, Iia Arepina      |     |                     |
| Coordonate necunoscute    | Координаты неизвестны | Mihail Vinearski                     | Eduard Bredun, Nadejda Cerednicenko, Leonid Gallis, Oleg Jakov       |     |                     |
| Crăiasa zăpezii           | Снежная королева      | Lev Atamanov                         | Vladimir Gribkov, Ianina Jeimo, Maria Babanova (voci)                |     | Desen animat        |
| Doroga k zveozdam         | Дорога к звездам      | Pavel Klușanțev                      | Gheorghi Soloviov, Gheorghi Kulbuș                                   | SF  |                     |
| Duelul                    | Поединок              | Vladimir Petrov                      | Nikolai Komissarov, Andrei Popov                                     |     |                     |
| Ea te iubește             | Она вас любит         | Semion Dereveanski, Rafail Suslovici | Gheorghi Vițin, Inna Kmit, Lidia Suharevskaia                        |     |                     |
| Ekaterina Voronina        | Екатерина Воронина    | Isidor Annenski                      | Liudmila Hiteaeva, Serghei Bobrov                                    |     |                     |
| Familia Ulianov           | Семья Ульяновых       | Valentin Nevzorov                    | Sofia Ghiațintova, Vladimir Korovin, Felix Iavorski, Liubov Sokolova |     |                     |
| Fiul pescarului           | Сын рыбака            | Varis Kruminș                        | Eduard Pavuls, Ianis Osis, Astrida Gulbe                             |     | Studio Riga Letonia |
|                           |                       |                                      |                                                                      |     |                     |